# ریدلی برتون
ریدلی برتون (انگلیسی: Ridley Burton; ۲۱ دسامبر ۱۸۹۳ – ۲۸ اکتبر ۱۹۷۴) بازیکن فوتبال بود.
از باشگاه‌هایی که در آن بازی کرده‌است می‌توان به باشگاه فوتبال گریمزبی تاون اشاره کرد.